# Land of the Midnight Sun
Land of the Midnight è il primo album in studio del chitarrista Italo-americano Al di Meola.
Dopo l’abbandono del gruppo “Return To Forever”, guidato da Chick Corea, Al di Meola decide di cominciare una carriera solista, registrando questo primo album nel 1975 e pubblicandolo l’anno successivo.

## Tracce
Le musiche sono composte da Al di Meola eccetto dove indicato
1. - "The Wizard" (Mingo Lewis) - 6:46.
2. - "Land of The Midnight Sun" - 9:10.
3. - "Sarabande From Violin Sonata in B Minor" (Johann Sebastian Bach) - 1:20.
4. - "Love Theme from "Pictures of The Sea"" - 2:25.
5. - "Suite-Golden Dawn" a. "Morning Fire" (1:15). b. "Calmer of the Tempests" (1:12). c. "From Ocean to The Clouds" (7:22).
6. - "Short Tales from The Black Forest" (Chick Corea) - 5:41.

## Ricezione
L’album è stato accolto positivamente sia dalla critica specializzata sia dal pubblico.
Negli Stati Uniti l’album ha raggiunto la posizione numero 129 nella classifica nazionale Billboard 200.

| Recensione | Giudizio |
| ---------- | -------- |
| AllMusic   |          |